# 片山雅子
片山 雅子（かたやま まさこ、1959年〈昭和34年〉9月30日 - ）は、北海道函館市出身のフリーアナウンサー。身長170cm。既婚。

## 来歴
北海道函館東高等学校、北海道教育大学（函館校）卒業後、1982年札幌テレビ放送（STV）にアナウンサーとして入社（同期は木村洋二）。
元々教員を目指していたが、ラジオの深夜放送を聴きながら教員採用試験の勉強をしていた大学4年生のある日、ラジオが私のやりたいことだと思い立って方向転換、STVの採用試験を受けることになり採用。
1989年日本テレビネットワークシステム（NNS：Nippon Television Network System）アナウンス賞、北海道・東北ブロックで最優秀賞受賞。退社後、2005年4月からは『螢雪時代』（旺文社）にコラムを書き、第18回、第19回東京国際映画祭ネット配信番組「cyber TIFF station」キャスターを担当するなど幅広く活動。在職中には札幌初の女性誌『EVA』の表紙を飾った。
映画評論家のおすぎとは局アナ時代より交友がある。
ペンネームとして、片山まさこも用いる。由来は、著作でアナウンサーと違う一面が出ている事に合わせて、柔らかいイメージを出すために名前部分を平仮名表記とした。

## 著書
- 『マイクをペンに持ち替えて』（文芸社、2004年）ISBN 4-8355-8374-4 - 片山まさこ名義

## 過去の出演番組

### ラジオ
- リクエストプラザ （STVラジオ、木曜・金曜）

### テレビ
- どさんこワイド（札幌テレビ放送）
- Sチョイス（札幌テレビ放送）
- 良品工房テレショップ・買物一直線（各局）

## その他
- 第18回、第19回東京国際映画祭 、ネット配信番組「cyber TIFF Channel」キャスター、MC
- 各種CM、企業ビデオのナレーション

## STV在職中の仕事

### テレビ
- STVニュースTodayプラス1
- THE・サンデー

### ラジオ
- オハヨー!ほっかいどう
- 9時ですリクエストプラザ
- アタックヤング
- どさんこアルバムベスト100
- おすぎの素晴らしきシネマランド
- 北海道ヤングヒット10
- サンデージャンボスペシャル
- ラブソングフォーユー[1]

### その他
- 地方誌『EVA』の表紙モデル